# Bovines Virusdiarrhoe-Virus
Die beiden Virusspezies Pestivirus A (auch Bovines Virusdiarrhoe-Virus 1, BVDV-1) und Pestivirus B (auch Bovines Virusdiarrhoe-Virus 2, BVDV-2) gehören zur Gattung Pestivirus, die nur tierpathogene Erreger der Familie Flaviviridae umfasst. Das BVDV verursacht eine gefährliche Durchfallerkrankung bei Rindern, besonders Kälbern, die Bovine Virusdiarrhoe (Mucosal Disease). Es kommt in einer zellschädigenden (zytopathischen) und einer nicht zytopathischen Form vor. Die beiden Formen beruhen auf zwei verschiedenen Genotypen, die sich nur in einem einzigen Basenpaar unterscheiden. Genotyp 1 (nicht zytopathisches BVDV) ist wesentlich weiter verbreitet (Europa: 89 % der nachgewiesenen Viren, Nordamerika: 64 %) als der aggressivere Genotyp 2 (zytopathisches BVDV).
Das BVDV ist eng verwandt mit dem Erreger der Klassischen Schweinepest (Pestivirus C) sowie der Border Disease der Schafe (Pestivirus D). Es gehört zu den einzelsträngigen RNA-Viren und hat eine runde Gestalt bei einem Durchmesser von etwa 40 bis 50 Nanometern. Bereits von milden Desinfektionsmitteln und oberflächenaktiven Substanzen (z. B. Haushaltreiniger) wird es inaktiviert. Außerhalb des Wirtes wird es in warmer Umgebung nach kurzer Zeit inaktiviert, bei feuchtkalten Bedingungen kann es jedoch über mehrere Wochen infektiös bleiben.